# Fatira
Fatira (arab. فطيرة) – miejscowość w Syrii, w muhafazie Idlib. W 2004 roku liczyła 2715 mieszkańców.